# Principi elementari della propaganda di guerra
Principi elementari della propaganda di guerra (Utilizzabili in caso di guerra fredda, calda o tiepida) è un libro della storica Anne Morelli, docente in quiescenza alla Libera Università di Bruxelles e specialista in critica storica applicata ai media moderni, pubblicato nel 2001. È stato tradotto in olandese, italiano, spagnolo, tedesco e giapponese.
Basandosi sul libro del politico britannico Arthur Ponsonby del 1928 Falsehood in Wartime, Anne Morelli descrive i meccanismi essenziali della propaganda moderna utilizzati sia durante la prima guerra mondiale che nei conflitti più recenti (Jugoslavia, guerra del Golfo, Kosovo e Metohija, Afghanistan e Iraq).
Nella Premessa, Anne Morelli spiega che i dieci principi proposti sono da considerare come una "griglia di analisi" pedagogica e critica; gli esempi storici presentati non intendono prendere posizione o  difendere delle parti, bensì di notare la regolarità di questi principi nel campo mediatico e sociale:
"Non cercherò di sondare la purezza delle intenzioni di entrambe le parti. Non sto cercando di scoprire chi mente e chi dice la verità, chi è in buona fede e chi no. Il mio unico scopo è quello di illustrare i principi della propaganda, che sono universalmente utilizzati, e di descriverne i meccanismi."

## Fonti
Sempre nella premessa, Anne Morelli ringrazia il diplomatico laburista britannico Arthur Ponsonby, un pacifista che fu ostile all'entrata in guerra della Gran Bretagna nel 1914. Dopo avere pubblicato vari pamphlet durante la prima guerra mondiale, nel 1928 Ponsonby pubblicò Falsità in tempo di guerra: Morelli riprende appunto questo libro, sistematizzandolo in dieci principi elementari e aggiornandolo con esempi più recenti.

## Dieci principi elementari
In una serie di dieci capitoli, Anne Morelli illustra ciascuno dei principi con degli esempi:
1. "Noi non vogliamo la guerra", è l'affermazione di ogni capo di Stato prima di dichiarala: Von Ribbentrop prima che la Germania invadesse la Polonia dichiarava: “Il Führer non vuole la guerra. Si risolverà a farla a malincuore”[1]
2. l'avversario è l'unico responsabile dell'intero conflitto;
3. il capo della parte avversa ha il volto del diavolo;
4. noi difendiamo una nobile causa, non degli interessi particolari;
5. il nemico commette consapevolmente atrocità, mentre se noi commettiamo degli "errori" è assolutamente involontario;
6. il nemico usa delle armi non autorizzate;
7. noi subiamo pochissime perdite, invece quelle del nemico sono enormi;
8. gli artisti e intellettuali sostengono la nostra causa;
9. la nostra causa ha un carattere sacro;
10. coloro che mettono in dubbio la nostra propaganda sono traditori.

## Accoglienza critica
Per Serge Halimi, 
"alcune di queste massime - la parte avversa è l'unica responsabile del conflitto; stiamo difendendo una causa nobile, non interessi egoistici; il nostro avversario commette atrocità, noi siamo solo responsabili degli errori; coloro che ci criticano sono agenti del nemico - sono, ahimè, abbastanza attuali. Dalla storia degli alleati nella prima guerra mondiale sulle mani dei bambini belgi tagliate dai tedeschi ai bambini kuwaitiani presumibilmente estratti dalle loro incubatrici dai soldati iracheni, per non parlare dell'infame etichetta di "complici di Milosevic" attribuita agli avversari della NATO durante la guerra del Kosovo, le stesse tecniche di intimidazione sono state usate più volte. A volte con l'appoggio di intellettuali che non hanno il coraggio di pensare contro il potere".
Sul sito dell'Appel pour une école démocratique (Aped), Ph. Schmetz vede, in Principes élémentaires de propagande de guerre, "un libro di divulgazione di un approccio veramente facile, [...], con uno stile incisivo e non privo di humour. Sottolinea che l'attualità è piena di occasioni per verificare l'attualità dei principi di Arthur Ponsonby ripresi da Anne Morelli.
Nel 2022, l'Università "Paul Valéry" di Montpellier ha organizzato una mostra sul libro intitolata "Resister a la propagande de guerre !". La mostra è aggiornata alle ultime guerre.

## Edizioni
- Anne Morelli, Principes élémentaires de propagande de guerre, Editions Aden - Bruxelles, 2010, edizione rivista, ISBN 978-2930402994.

## Traduzioni
La versione italiana ha una prefazione di Giulietto Chiesa
- (DE)  Die Prinzipien der Kriegspropaganda (traduit par Marianne Schönbach), zu Klampen, 2004, 156 p. (2a ed 2014)
- (ES)  Principios elementales de la propaganda de guerra: utilizables en caso de guerra fría, caliente o tibia (tradotto da Eva Sastre Forest), Hiru, 2001, 158 p.
- (NL)  Elementaire principes van oorlogspropaganda: bruikbaar in geval van koude, warme of lauwe oorlog... (tradotto da E. Peeters), Epo, Uitgeverij, 2003, 127 pages
- (IT)  Principi elementari della propaganda di guerra. Utilizzabili in caso di guerra fredda, calda o tiepida..., prefazione di Giulietto Chiesa (tradotto da S. Calzavarini), Ediesse, 2005, 146 pages, ISBN 88-230-0600-7